# Badmintonfederatie Bulgarije
Badminton Federatie Bulgarije (BBF) (lokaal: Bulgarian Badminton Federation) is de nationale badmintonbond van Bulgarije.
De huidige president van de Bulgaarse bond is Puzant Kassabian. Anno 2015 telde de bond 9.385 leden, verdeeld over 32 badmintonclubs. De bond is sinds 1985 aangesloten bij de Europese Bond.